# Віола Валлі
Віола Валлі (італ. Viola Valli, 15 травня 1972) — італійська плавчиня. Чемпіонка світу з водних видів спорту 2001, 2003 років. Чемпіонка світу з плавання на відкритій воді 2002 року.
.